# Deborah Lipstadt
Deborah Esther Lipstadt (Ciutat de Nova York, 18 de març de 1947) és una historiadora estatunidenca, autora dels llibres Denying the Holocaust (La negació de l'Holocaust, 1993), History on Trial: My Day in Court with a Holocaust Denier (Història a la banqueta: El meu dia en els tribunals amb un negador de l'Holocaust, 2005) i The Eichmann Trial (El judici a Eichmann, 2011). Professora de Judaisme Modern i d'Estudis de l'Holocaust a la Universitat Emory.
Lipstadt era consultora per al Museu Memorial de l'Holocaust dels Estats Units. En 1994 va ser nomenada per Bill Clinton per al Consell de Memòria de l'Holocaust dels Estats Units, on va servir 2 mandats.